# Cheilopogon simus
Cheilopogon simus es una especie de pez del género Cheilopogon, familia Exocoetidae. Fue descrita científicamente por Valenciennes en 1847.
Se distribuye por el Pacífico Central Oriental: Hawái, Islas Johnston, Tonga, Samoa, Rarotonga, Tahití, Marquesas e isla de Pascua. La longitud estándar (SL) es de 26 centímetros. Habita en aguas superficiales neríticas y su dieta se compone de zooplancton. Puede alcanzar los 20 metros de profundidad.
Está clasificada como una especie marina inofensiva para el ser humano.